# 패튼긴혀박쥐
패튼긴혀박쥐(Lonchophylla pattoni)는 주걱박쥐과(신세계잎코박쥐과)에 속하는 박쥐의 일종이다. 남아메리카에서 발견된다.

## 특징
작은 크기의 박쥐로 머리부터 몸까지 몸길이는 57mm이다. 전완장은 31~34mm, 꼬리 길이는 10mm, 발 길이는 9mm, 귀 길이는 16mm이고 몸무게는 최대 8.6g이다.